# To You All
To You All é o segundo álbum da banda de hard rock suíça Krokus, lançado em 1977. Marca a junção dos membros da Krokus com os da banda "Montezuma". É também o primeiro álbum a apresentar os integrantes da banda na capa e o primeiro videoclipe da banda (Highway Song). Teve um determinado sucesso na Suíça.

## Faixas
1. "Highway Song" - 4:01
2. "To You All" - 2:27
3. "Festival" - 5:09
4. "Move It On" - 3:26
5. "Mr. Greedy" - 3:22
6. "Lonesome Rider" - 2:37
7. "Protection" - 3:09
8. "Trying Hard" - 3:37
9. "Don't Stop Playing" - 3:06
10. "Take It, Don't Leave It" - 3:29

## Créditos
- Chris Von Rohr - Vocais
- Fernando Von Arb - Guitarra
- Tommy Keifer - Guitarra
- Jürg Naegeli - Baixo
- Freddy Steady - bateria